# شكلانية
الشكلانية أو الرسمانية هي إجراء راسخ أو مجموعة من السلوكيات والألفاظ المحددة، تشبه المفاهيم طقوسًا على الرغم من أنها علمانية وأقل مشاركة. قد تكون الشكليات بسيطة مثل المصافحة عند إجراء معارف جديدة في الثقافة الغربية إلى الإجراء المحدد بعناية للأقواس، والمصافحة، والتحيات الرسمية، وتبادل بطاقات العمل التي قد تشير إلى إدخال رجلين أعمال في اليابان. في الدوائر القانونية والدبلوماسية، تشمل الإجراءات الشكلانية مسائل مثل تحية رئيس دولة قادم بالنشيد الوطني المناسب.
غالبًا ما يكون للثقافات والمجموعات داخل الثقافات درجات متفاوتة من الشكليات التي يمكن أن تثبت غالبًا مصدرًا للإحباط أو الإهانة غير المقصودة عندما يتفاعل الأشخاص من التوقعات أو التفضيلات المختلفة. قد يجد أولئك الذين ينتمون إلى خلفيات غير رسمية نسبيًا أن الشكليات فارغة ونفاقة، أو تتطلب الكثير. قد يجد أولئك الذين ينتمون إلى خلفيات رسمية نسبيًا صعوبة في التعامل مع الثقافات غير الرسمية، لأن سلوكياتهم الدقيقة والمدروسة بعناية تمر دون أن يلاحظها أحد.
غالبًا ما يكون الفرق بين الشكليات والتدبّب نقطة إرباك لمن ينتمون إلى ثقافات غير رسمية نسبيًا. من ناحية أخرى، غالبًا ما يعاني أولئك الذين نشأوا في ظروف رسمية نسبيًا من الانزعاج وحتى الإحباط، على المدى الطويل، في ظروف أقل رسمية.